# Independence, Kalifornien
Independence är administrativ huvudort i Inyo County i Kalifornien. Vid 2010 års folkräkning hade Independence 669 invånare.